# صراع الجبابرة (فلم 2010)
صراع الجبابرة (بالإنجليزية: Clash of the Titans) هو فيلم الخيال الصادر عام 2010 وهو طبعة ثانية من الفيلم الذي يحمل نفس الاسم عام 1981. وكما هو الحال مع الفيلم الصادر عام 1981، والقصة مبنية على أساس الأسطورة اليونانية عن الغول.
الفيلم من إخراج لويس ليترير وبطولة سام ورذينجتن وكان مقرراً إطلاق الفيلم في تاريخ 26 مارس 2010  ومع ذلك، فقد أعلن في وقت لاحق إمكانية تحويل الفيلم إلى فيلم 3D، وتم أخيراً عرضه في 2 أبريل 2010.

## طاقم التمثيل

### فرقة السفر
- سام ورذينجتن في دور بيرسيوس
- جيما آرتيرتون في دور آيو
- مادس ميكلسن في دور دراكو
- ليام كونينغهام في دور سولون
- هانز ماثيسون في دور أكسيس
- نيكولاس هولت في دور يوسابيوس
- إيان وايت في دور شيخ سليمان , جني
- روري ماكان في دور بيلو
- أشرف برهوم في دور أوزال
- مولود عاشور في دور كوتشوك

### الآلهة
- ليام نيسون في دور زيوس
- رالف فاينس في دور هاديس
- داني هيوستن في دور بوسيدون
- ألكسندر صديق في دور هيرميز
- لوك إيفانز في دور أبولو
- إيزابيلا ميكو في دور أثينا
- تامر حسن في دور آريز
- نينا يونغ في دور هيرا
- جين مارش في دور هيستيا
- ناثالي كوكس في دور أرتميس
- أجينيس دين في دور أفروديت
- بول كينمان في دور هيفيستوس
- شارلوت كومير في دور ديميتر

### ذي مورتالس
- اليكسا دافالوس في دور أميرة أندروميدا من أرغوس
- فينسنت ريغان في دور ملك سيفيوس من أرغوس
- بولي ووكر في دور ملكة كاسيوبيا من أرغوس
- جيسون فليمينغ في دور ملك أكريسيوس
- لوك تريداواي في دور بروكبيان , نبي
- بيت بوستليثويت في دور سبيروس
- إليزابيث ماكغفرن في دور مرمرا
- كايا سكوديلاريو في دور باشبت
- تاين ستابلفيلدت في دور داناي
- سينيد مايكل في دور تكلا

### شخصيات أخرى
- ناتاليا فوديانوفا في دور ميدوسا، و غورغون
- مولان روس، روبن بيري وجراهام هيوز في دور بيمفريدو، إينيو ودينو، ساحرات ستيجيان.

## وصلات خارجية
- مقالات تستعمل روابط فنية بلا صلة مع ويكي بيانات